# 미국 프로 골프 협회
미국 프로 골프 협회(美國―協會, Professional Golfers Association of America)는 미국의 남자 프로 골프를 주관하는 단체이다. 프로 골프에 대한 관심과 경기 수준을 높이고 회원의 복지향상을 도모하고자 하는 목적으로 1916년 창설되었다. 본부는 플로리다주 팜비치가든에 위치하고 있으며, 28,000여 명의 남녀 프로 선수들을 회원으로 보유하고 있다. 매년 열리는 미국 PGA 선수권대회는 세계 그랜드 슬램 골프 대회의 하나로 라이더컵 국제단체경기를 영국과 공동으로 주관하고 미국 전역을 순회하며 열리는 순회대회를 후원한다.

## 같이 보기
- LPGA